# テクノレント
テクノレント株式会社は、リコーリースグループのレンタル会社であり、電子計測器・環境測定器・パソコン・コピー機・OA関連機器の各種レンタルサービスを提供する企業である。

## 主要事業所
- 本社各営業部 - 東京都港区芝浦4-13-23　MS芝浦ビル5F
- 計測エンジニアリング部 - 東京都品川区勝島1-5-21　東神倉庫11号棟
- 技術センター - 東京都品川区勝島1-5-21　東神倉庫18号棟
- 大阪 - 大阪府吹田市広芝町4-1　江坂・ミタカビル4階

## 沿革
- 1983年（昭和58年）- 設立。
- 1986年（昭和61年）- 大阪支店を開設。
- 1987年（昭和62年）- 名古屋支店を開設。
- 1991年（平成3年）
  - 技術センターを品川区に移転。
  - 西東京支店を開設。
- 1994年（平成6年）- レンタルサービスに関しISO 9002認証を取得。
- 1995年（平成7年）
  - 本社を東京都品川区に移転。
  - 受託校正サービスに関し、ISO9002拡大認証取得。
- 2001年（平成13年）- 技術センターがISO/IEC 17025（直流電圧）の認定校正機関としての資格取得。
- 2003年（平成15年）- レンタルサービス・受託校正サービスに関し、ISO9001:2000の認証取得。
- 2012年（平成24年）- 全社においてISO 27001の認証取得。
- 2015年（平成27年）- 本社を東京都港区に移転。